# Tasmanoplegas spilota
Tasmanoplegas spilota är en nattsländeart som beskrevs av Arturs Neboiss 1977. Tasmanoplegas spilota ingår i släktet Tasmanoplegas och familjen fångstnätnattsländor. Inga underarter finns listade i Catalogue of Life.